# Mamea amerykańska
Mamea amerykańska (Mammea americana L.) – gatunek wiecznie zielonego drzewa z rodziny Calophyllaceae. Pochodzi z Karaibów, jest uprawiane w wielu krajach o tropikalnym klimacie. Obecnie rośnie w takich regionach jak: Zachodnia Afryka, Zanzibar, południowo-wschodnia Azja, Hawaje, Karaiby. Jest bardzo wrażliwe na niskie temperatury, ale odporne na szkodniki i choroby.

## Morfologia
PokrójDrzewo osiąga od 18 do 21 m wysokości, pień krótki o średnicy od 1,9 do 1,2 m. Gałęzie formują owalną koronę.
LiścieMają barwę ciemnozieloną i kształt eliptyczny.
KwiatyIntensywnie pachnące (4-6 płatków), pojedyncze albo w kiściach od 2 do 3.
OwoceOkrągłe z brązową skórką o grubości do 3 mm. Miąższ o barwie żółtej, bez włókien. Małe owoce zawierają do 1 nasiona, większe nawet do 4. Sok z nasion pozostawia nieusuwalne plamy.

## Zastosowanie
- Sztuka kulinarna. Owoce są jadalne. Mimo że są dosyć smaczne, nie są zbyt popularne na świecie. Można z nich przyrządzać sałatki albo jeść na surowo z cukrem lub lodami. Na Kubie i Portoryko z mamei sporządza się koktajle, tzw. batido de mamey. Na Bahamach miąższ najpierw wkładany jest do słonej wody, aby usunąć gorzkawy posmak, a następnie jest gotowany z dużą ilością cukru, w wyniku czego powstaje smaczny dżem. We francuskich Indiach Zachodnich z mamei powstaje aromatyczny likier – Eau de Créole albo Crème de Créole (destylowany razem z kwiatami mamei). W owocach znajdują się substancje o działaniu podobnym do antybiotyków oraz pektyna i tanina.
- Roślina lecznicza. W medycynie ludowej środkowej i południowej Ameryki sproszkowane nasiona mamei są używane jako środek na pasożytnicze choroby skóry.
- Guma z kory przetopiona z tłuszczem jest używana na Jamajce i w Meksyku jako maść do stóp przeciw pasożytniczym roztoczom, a także przeciw pchłom u zwierząt. Podobny efekt uzyskuje się również poprzez infuzje z na pół dojrzałych owoców.
- Drewno jest twarde i ciężkie, ale łatwe w obróbce, mimo to nie ma dużego znaczenia gospodarczego.
- Różne części drzewa zawierają substancje owadobójcze, zwłaszcza jądra nasion. W Portoryko liście mamei są owijane wokół młodych roślin pomidora, aby odstraszyć szkodniki.
- Na Wyspach Dziewiczych garbniki z kory są używane do barwienia skór na kolor jasnobrązowy.